# Еджертон (Огайо)
Еджертон (англ. Edgerton) — селище (англ. village) в США, в окрузі Вільямс штату Огайо. Населення — 1881 особа (2020).

## Географія
Еджертон розташований за координатами 41°26′58″ пн. ш. 84°44′59″ зх. д. / 41.44944° пн. ш. 84.74972° зх. д. (41.449553, -84.749835).  За даними Бюро перепису населення США в 2010 році селище мало площу 4,86 км², з яких 4,84 км² — суходіл та 0,03 км² — водойми.

## Демографія
Згідно з переписом 2010 року, у селищі мешкало 2012 осіб у 791 домогосподарстві у складі 554 родин. Густота населення становила 414 особи/км².  Було 865 помешкань (178/км²).
Расовий склад населення:
| - 97,7 % — білих - 0,4 % — азіатів - 0,2 % — чорних або афроамериканців - 0,1 % — корінних американців |

До двох чи більше рас належало 0,8 %. Частка іспаномовних становила 2,5 % від усіх жителів.
За віковим діапазоном населення розподілялося таким чином: 24,6 % — особи молодші 18 років, 57,6 % — особи у віці 18—64 років, 17,8 % — особи у віці 65 років та старші. Медіана віку мешканця становила 41,3 року. На 100 осіб жіночої статі у селищі припадало 89,8 чоловіків;  на 100 жінок у віці від 18 років та старших — 88,2 чоловіків також старших 18 років.
Середній дохід на одне домашнє господарство  становив 51 590 доларів США (медіана — 43 350), а середній дохід на одну сім'ю — 61 555 доларів (медіана — 61 042). Медіана доходів становила 45 268 доларів для чоловіків та 29 018 доларів для жінок. За межею бідності перебувало 14,5 % осіб, у тому числі 20,5 % дітей у віці до 18 років та 9,3 % осіб у віці 65 років та старших.
Цивільне працевлаштоване населення становило 1045 осіб. Основні галузі зайнятості: виробництво — 37,9 %, освіта, охорона здоров'я та соціальна допомога — 22,5 %, роздрібна торгівля — 9,1 %, публічна адміністрація — 4,3 %.